# Maniwaki
Maniwaki est une ville du Québec située dans la MRC de La Vallée-de-la-Gatineau, dans l'Outaouais. Le nom signifie « Terre de Marie » en algonquin.
La ville est siège du Conseil tribal de la Nation algonquine Anishinabeg. Les algonquins sont très présents et possesseurs d'une réserve limitrophe; Kitigan Zibi.
La municipalité est membre de la Fédération des Villages-relais du Québec.

## Histoire
Fondée en 1851 et située à 125 km au nord de Gatineau et d'Ottawa, la ville de Maniwaki constitue aujourd'hui le principal centre de services de la MRC de La Vallée-de-la-Gatineau. Elle est riche de plusieurs services tels que : restauration, hébergement, loisirs, nombreux magasins et boutiques, services de santé (hôpital, CLSC, CHSLD...), éducation (trois écoles primaires francophones, une école primaire anglophone et une 
école secondaire francophone de même qu'une anglophone), ainsi que plusieurs infrastructures touristiques.

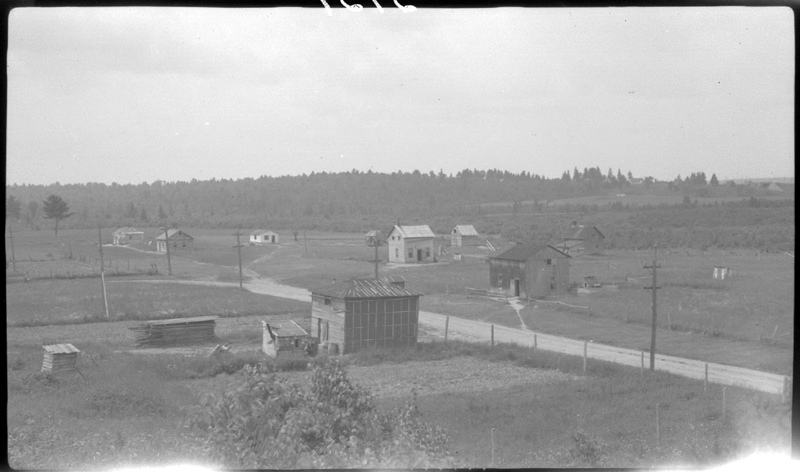
Village de Maniwaki, 1942

La ville et sa région doivent leur développement à la naissance de l'industrie forestière, au début du XIXe siècle.
Cet essor est en partie attribuable au Blocus continental imposé par Napoléon Ier, en 1806, pour contrer le Royaume-Uni. L'Angleterre se tourne alors vers le Canada pour s'approvisionner en bois de pin indispensable à la construction de ses navires. Or, la région de l'Outaouais et celle de la Vallée-de-la-Gatineau regorgeaient de cette ressource naturelle.

### Héraldique
| Exemplo Non Imperio |
| ------------------- |

| L'écu de Maniwaki se blasonne ainsi : De sable à la herse d'argent; au chef cousu d'azur à la croix de calvaire d'argent avec la couronne d'épines entre les bras, au naturel, la croix porte en sautoir, à dextre, la sainte lance et à semestre, le bâton et l'éponge, aussi au naturel, le tout est fixé par deux soutiens ou épaulements sur un tertre au naturel; la croix est accompagnée de deux arcs d'argent. |

## Le Pythonga
Sur le bord de la rivière qui traverse la ville de Maniwaki, se trouve le parc thématique du Pythonga. Un bateau servait autre fois à la drave sur le réservoir Baskatong. Claude Auger organisa un projet d'envergure qui consistait à transporter sur environ 80 km terrestre l'énorme bateau de 85 pieds de long sur 16 pieds, et de 70 tonnes au total. Ce parc thématique gratuit permet aux gens de visiter ce véritable bateau et ainsi d'en apprendre plus sur la drave, une activité qui a façonné la ville de Maniwaki.

## Démographie
| 1991  | 1996  | 2001  | 2006  | 2011  | 2016  | 2021  |
| ----- | ----- | ----- | ----- | ----- | ----- | ----- |
| 4 605 | 4 527 | 3 571 | 4 102 | 3 930 | 3 853 | 3 853 |

Entre 2006 et 2014, la ville est passée de 4 102 à 3 845 habitants.

## Administration
Les élections municipales se font en bloc pour le maire et les six conseillers.
| Maniwaki Maires depuis 2001                                                                                          |                 |         |          |
| Élection | Maire           | Qualité | Résultat |
| 2001 | Robert Coulombe |         | Voir     |
| 2005 | Robert Coulombe | Voir    |          |
| 2009 | Robert Coulombe | Voir    |          |
| 2013 | Robert Coulombe | Voir    |          |
| 2017 | Francine Fortin |         | Voir     |
| 2021 | Francine Fortin | Voir    |          |
| Élection partielle en italique Depuis 2005, les élections sont simultanées dans toutes les municipalités québécoises |                 |         |          |

## Galerie photos
|  |

## Personnalités
- Gilles Carle, cinéaste.
- Francis Desharnais, bédéiste et réalisateur.
- Céline Lafrance, écrivaine, cinéaste et animatrice radiophonique.
- Gino Odjick, hockeyeur professionnel.
- Matt Lang (en), artiste country.